# بوروشوو
بوروشوو (به چکی: Borušov) یک منطقهٔ مسکونی در جمهوری چک است که در ناحیه سویتاوی واقع شده‌است. بوروشوو ۱۱٫۰۶ کیلومتر مربع مساحت و ۱۷۷ نفر جمعیت دارد و ۴۰۵ متر بالاتر از سطح دریا واقع شده‌است.